# Padder
Padder eller amfibier er en delgruppe af tetrapoder ifølge Tree of Life web project: Amniota.
- Klasse Padder Amphibia
  - Underklasse Lissamphibia
    - Orden Springpadder Anura (Egentlige frøer, Løvfrøer, Tudser...)
    - Orden Halepadder Caudata/Urodela (Salamandre, Sibirisk salamander, lille vandsalamander, stor vandsalamander...)
    - Orden Ormepadder Gymnophiona (Apoda, Caecilians...)
    - Orden Allocaudata†